# Барсуки
Барсуки (Големи Барсуки и Малки Барсуки) (на казахски: Үлкен Борсық; на руски: Большие Барсуки, Малые Барсуки) са две меридионално разположени и успоредни помежду си пустини в Казахстан, в южната част на Актобенска и северозападната част на Къзълординска област, северно от Аралско море.
Пустинята Големи Барсуки (47°10′ с. ш. 59°17′ и. д. / 47.166667° с. ш. 59.283333° и. д.), се простира на протежение около 200 km в южната част на Актобенска област, от град Челкар на север до северозападния бряг на Аралско море на юг. Пустинята Малки Барсуки (47°10′ с. ш. 60°38′ и. д. / 47.166667° с. ш. 60.633333° и. д.), отстои на около 60 km източно от Големи Барсуки и е разположена в южната част на Актобенска и северозападната част на Къзълординска област, северно от Аралско море. Двете пустини заемат понижени части на релефа с надморска височина до 100 m. Изградени са основно от палеогенски пясъци, а северната част на Големи Барсуки – от алувиални наноси. На места пясъците образуват ниски пясъчни възвишения, ридове и бархани. Върху заравнените пространства преобладават ксерофитни храсти, пелин, сухолюбиви треви и ефемери, а по склоновете на пясъчните възвишения и ридове расте джузгун, пясъчна акация, храстовиден астрагал и чингил (Halimodendron, видбобово растение). Поради добрата си водообезпеченост имат важно пасищно значение особено през лятото.